# Alexander Krützfeldt
Alexander Krützfeldt (* 2. Januar 1986 in Achim) ist ein deutscher Journalist und Schriftsteller.

## Leben
Krützfeldt studierte Soziologie und Politik an der Universität Marburg sowie Journalistik an der Universität Leipzig und volontierte bei der Fuldaer Zeitung. Er arbeitete zeitweise als Gerichts- und Polizeireporter. Krützfeldt schreibt unter anderem für die Süddeutsche Zeitung, die Frankfurter Allgemeine Zeitung, die Zeit, Deutschlandfunk Kultur, Krautreporter, G/Geschichte, Vice, taz, Game Star und das Magazin Reportagen. Von 2015 bis 2019 kuratierte er Reportagen für piqd.de. Seine SZ-Serie „Acht Häftlinge“ wurde für mehrere Journalismuspreise nominiert und mit dem Georg-Schreiber-Preis ausgezeichnet. sowie beim Günter-Walraff-Preis für kritischen Journalismus lobend erwähnt. 2019 erhielt das Onlinemagazin Krautreporter, zu dessen Mitwirkenden er zählte, den Grimme Online Award in der Kategorie „Information“. Er erhielt das Literaturstipendium 2023 des Landes Niedersachsen. Er ist Kolumnist für die Frankfurter Allgemeine Zeitung.
Krützfeldt lebt in der Stadt Verden (Aller), Niedersachsen. Er ist Vater zweier Kinder und lebt von seiner Partnerin getrennt.

## Werke

### Bücher
- Gib mir das, ich kann das. So, jetzt ist es kaputt. Maximum Verlag, März 2025, ISBN 978-3986790608
- Letzte Wünsche: Was Sterbende hoffen, vermissen, bereuen – und was uns das über das Leben verrät. Rowohlt, Hamburg 2018, ISBN 978-3-499-63402-4
- Acht Häftlinge. Rowohlt, Hamburg 2018, ISBN 978-3-644-40529-5
- Wir sind Cyborgs: Wie uns die Technik unter die Haut geht. Blumenbar, Berlin 2015, ISBN 978-3-351-05024-5
- Deep Web – Die dunkle Seite des Internets. Blumenbar, Berlin 2014, ISBN 978-3-351-05010-8 (unter Pseudonym[16])

### Reportagen
- Ihr könnt mich umbringen: DDR-Erziehungsheim Torgau. Deutschlandfunk Kultur, 26. Dezember 2018
- Acht Häftlinge. Süddeutsche Zeitung, 2017